# K.k. Weiberstrafanstalt Wiener Neudorf

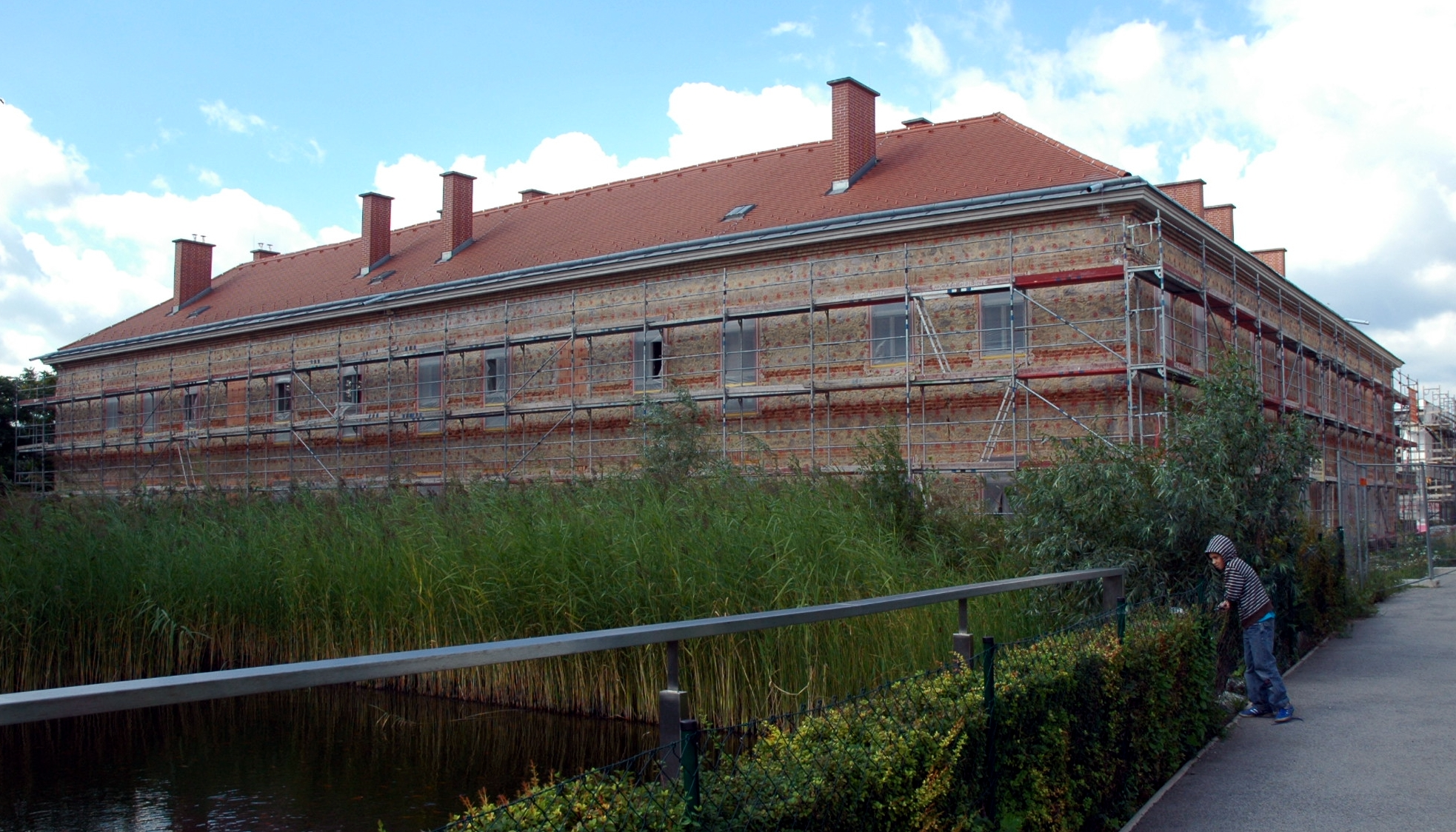
Osttrakt der Anstalt während der Renovierung 2010, man erkennt noch die alte Bausubstanz. Ab 2011 betreutes Wohnen.

Die k.k. Weiberstrafanstalt Wiener Neudorf in Niederösterreich wurde 1853 als erstes von Nonnen geführtes Gefängnis in Österreich gegründet.

## Geschichte und Ziele
Bis 1903 ist die Geschichte der k.k. Weiberstrafanstalt Wiener Neudorf ausführlich beschrieben, für die Zeit danach ist hingegen kaum Material auffindbar. Die Einrichtung zielte auf die soziale Resozialisierung der Häftlinge, dabei wurde eine quasi-klösterliche Lebensform zur Rahmenbedingung, um auch eine Umkehr im christlichen Sinne zu bewirken.

### Monarchie
Von Gräfin Ida Hahn-Hahn kam die erste Anregung, weibliche Sträflinge unter die Aufsicht von Klosterfrauen zu stellen. Unterstützung für ihren Plan fand sie unter anderem bei der Kaiserin-Witwe Karoline Auguste, dem Polizeidirektor Theodor Weiß von Starkenfels, dem Statthalter von Niederösterreich Joseph Wilhelm Freiherr von Eminger sowie dem praktischen Arzt Hofrat Doktor Anton Schmidt Ritter von Tavera.
Am 1. August 1853 wurde durch Kaiser Franz Joseph I. mit Allerhöchster Entschließung die Kongregation der Schwestern vom Guten Hirten in Österreich zugelassen. Diese war dafür ausgewählt worden, die Weiberstrafanstalt zu betreiben.
Als Kloster und gleichzeitig Gefängnis wurde in Wiener Neudorf südlich von Wien das ehemalige fürsterzbischöfliche Sommerschloss erworben und am 4. Oktober 1853 von den Klosterfrauen feierlich bezogen.
Aus einem Asyl für verwahrloste Mädchen kamen 16 Mädchen als Büßerinnen oder Freiwillige in das Kloster. Diese Büßerinnen wollten nach Absolvierung ihrer Strafzeit im Kloster bleiben. Voraussetzung für den Verbleib im Kloster war gute Führung. Die ersten weiblichen Häftlinge kamen aus dem Wiener Gefangenenhaus am 5. Jänner 1854 nach Wiener Neudorf. Statthalter Eminger besuchte die Anstalt am nächsten Tag.
Im Laufe seiner Geschichte hatte die Weiberstrafanstalt Wiener Neudorf prominente Besucher:
- Kaiserin-Witwe Karoline Auguste
- Erzherzogin Sophie
- Erzherzog Karl Ludwig
- Erzherzog Maximilian
- Fürsterzbischof Josef Othmar Ritter von Rauscher
- Kaiserin Elisabeth

Die wahrscheinlich prominenteste Insassin dieser Frauenstrafanstalt war Auguste Caroline Lammer. Sie war die erste Frau Österreichs, die eine Bank gründete. Nach dem Bankrott dieser Bank wurde sie zu einer Haftstrafe verurteilt, während derer sie verstarb.
Statthalter Eminger ließ daraufhin so genannte Zwänglinge zuweisen. Bei diesen Zwänglingen handelte es sich um Personen, welche entweder nach abgebüßter Strafe oder von vornherein auf behördliche Anordnung unter strenger Aufsicht zu ehrlicher Arbeit angehalten wurden. Die Dauer des Aufenthalts durfte nicht länger als drei Jahre betragen. Bei guter Führung konnte eine vorzeitige Entlassung verfügt werden. In Wiener Neudorf saßen bis zu 300 Zwänglinge – streng getrennt von den anderen Strafgefangenen – ein.
Zu Beginn des Jahres 1855 wurden weitere ehemals zum Schloss gehörige Objekte angekauft. 1856 wurde mit der Errichtung der neuen Strafanstalt begonnen. Ob man es tatsächlich wagte, ohne Wissen des Kaisers etwas in seinem Reich zu unternehmen oder ob er durch seinen Bruder, der die Gefängniskirche (Grundsteinlegung 13. Juni 1854, feierliche Einweihung 26. Juli 1855) erbauen ließ, inoffiziell darüber informiert und einverstanden war, ist nicht bekannt. Jedenfalls ließ Franz Joseph I. dem Orden aus der Staatslotterie eine Spende zukommen.
Als der breiten Öffentlichkeit bekannt wurde, dass geistliche Schwestern für die Leitung eines Frauengefängnisses verantwortlich waren, brachen heftige Diskussionen aus. Die liberale Presse kritisierte die Beteiligung der Kirche am Strafvollzug. Der Herausgeber und Chefredakteur der Wiener Medizinischen Wochenschrift, Leopold Wittelshöfer, verfasste heftige Schmähartikel gegen die Haftanstalt in Wiener Neudorf. Gegen ihn wurde sogar die Staatsanwaltschaft aktiv, da er gegen staatliche Institutionen hetzte und verurteilte ihn zu 20 Gulden Geldstrafe und einen Monat Arrest.

### Erste Republik
Nach dem Ersten Weltkrieg kamen die Ordensschwestern mit den Herausforderungen der Aufsicht über die weiblichen Gefangenen nicht zurecht. Die Anstaltsleitung übernahm ein Strafanstaltsdirektor. Die Ordensfrauen engagierten sich mit anderen Aufgaben für die Anstalt und ihre Bewohnerinnen.

### Drittes Reich
Nach dem Anschluss Österreichs an das Dritte Reich wurde das Gefängnis aufgelassen und die Häftlinge gruppenweise abtransportiert. Was danach mit ihnen geschah, ist unbekannt. Jugendliche Zwänglinge durften bleiben. Ab dem 19. März 1940 zog eine Polizeischule ein und ab 1942 ein Wehrmachtsspital. Am 15. Februar 1945 wurde die Anlage durch einen Bombenangriff schwer beschädigt.

### Zweite Republik

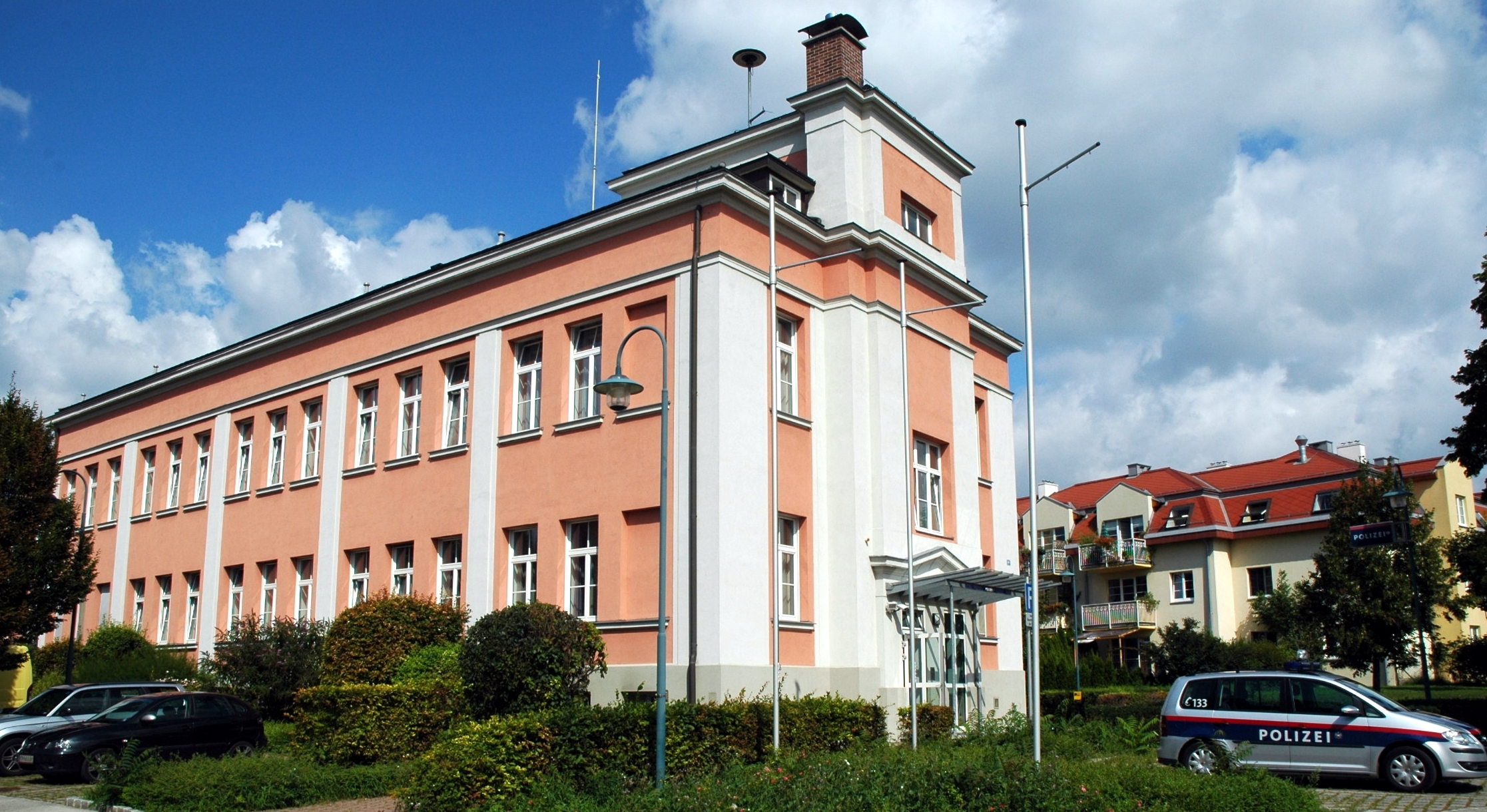
Westtrakt der Weiberstrafanstalt, der heute ein Wohnhaus und eine Polizeistation beherbergt

Nach Kriegsende wurden drei erhalten gebliebene Gebäude wiederhergestellt und für eine höhere Schule adaptiert. 1982 zogen ein Gendarmerieposten und ein Rettungsdienst ein. Zusätzlich wurde ein neuer Wohnbau mit etwa 100 Wohnungen errichtet.
2003 wurde der Südtrakt revitalisiert und das Christoph-Migazzi-Haus als Pflegestätte für Kultur und Wissenschaft errichtet; auch das Marktgemeindearchiv ist dort untergebracht. 2009–2011 wurde der Osttrakt revitalisiert und ein betreutes Wohnhaus für Senioren errichtet. Der Entwurf sieht 29 betreubare Seniorenwohnungen, eine Sozialstation mit Pflegestützpunkt, einen Aufenthaltsbereich mit Tagesbetreuung und Kurzzeitpflege, Café, Friseur und Fußpflege und einen begrünten Innenhof mit Therapiegarten vor.

## Haftgründe
Die inhaftierten Frauen saßen länger als ein Jahr in der Anstalt ein. Weitaus häufigster Haftgrund waren Eigentumsdelikte, gefolgt von Vergehen gegen körperliche Sicherheit (vor allem Kindsmord). Sittlichkeitsdelikte spielten kaum eine Rolle.

## Beschäftigung und Tagesablauf
Neu angekommene Sträfliche wurden zunächst gebadet und anschließend für maximal acht Tage in der Aufnahmezelle untergebracht. Während der ersten 24 Stunden hatte der Anstaltsarzt die Gefangene zu untersuchen und innerhalb von 48 Stunden war ein Besuch durch den Anstaltsseelsorger und eine Lehrerin zum Kennenlernen vorgesehen.
Neben der Beschäftigung der Gefangenen durch Arbeit erhielten sie Schulunterricht. Zu diesem Zweck wurden sie in zwei Klassen eingeteilt: In die erste Klasse wurden Analphabetinnen und jene Häftlinge eingeteilt, die über „höchst mangelhafte Kenntnisse“ in den Unterrichtsgegenständen der Volksschule besaßen. In die zweite Klasse kamen Frauen mit ungenügenden Kenntnissen in den Volksschulgegenständen.

### Wochentagsablauf
- 5:00 Uhr (Oktober – März 5:30 Uhr): wecken, aufstehen, ankleiden, Kleider und Schuhe reinigen, Namensaufruf, Verteilung der Morgensuppe und von Wasser, Arbeitsbeginn
- Vormittags oder nachmittags: ein- bis zweimal täglich insgesamt eine Stunde in dem dafür vorgesehenen Hof Bewegung im Freien
- 12:00 Uhr: Mittagessen und Ausgabe einer Brotportion sowie von Wasser in den Schlafsälen. Eine Stunde Pause, je zur Hälfte in den Schlafsälen und auf den Korridoren oder im Spazierhof.
- 13:30 Uhr: Arbeitsbeginn
- 18:30 Uhr (samstags 18:00 Uhr): Arbeitsschluss
- 18:30 – 19:30 Uhr: dreimal wöchentlich Religionsunterricht in der Kirche durch den Anstaltspfarrer, einmal wöchentlich in den Arbeitssälen Vorlesung aus Büchern durch eine Ordensfrau
- 20:00 Uhr: Nach einer halbstündigen Pause Namensaufruf und Zählung in den Schlafsälen, Abendgebet und Nachtruhe

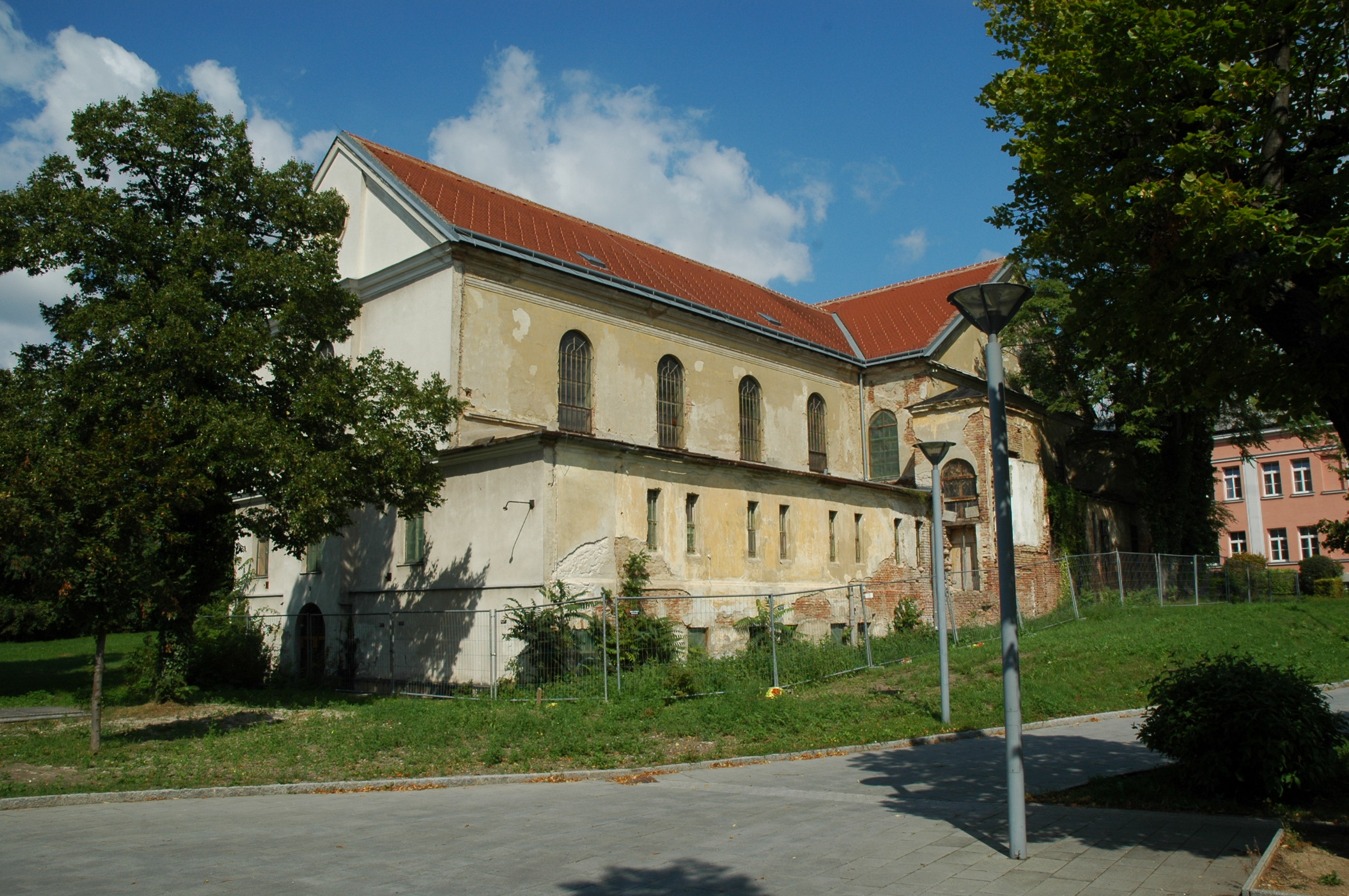
Anstaltskirche der Weiberstrafanstalt.

### Sonn- und Feiertage
Sträflinge christlicher Konfession hatten an Sonn- und Feiertagen arbeitsfrei, Israeliten und Andersgläubige an ihren Feiertagen.
- 6:00 Uhr: wecken, aufstehen, ankleiden, Kleider und Schuhe reinigen, Namensaufruf, Verteilung der Morgensuppe und von Wasser
- 8:00 Uhr: Gottesdienst
- 9:30 Uhr: Unterricht in gemeinnützigen Tätigkeiten
- 12:00 Uhr: Mittagessen und Ausgabe einer Brotportion sowie von Wasser in den Schlafsälen.
- 14:00 Uhr: Segen und Predigt
- 20:00 Uhr: Namensaufruf und Zählung in den Schlafsälen, Abendgebet und Nachtruhe

In der Freizeit hatten die weiblichen Häftlinge Zeit zum Anhören von Lesungen durch Ordensfrauen oder Mitgefangene, zum Lesen, Erledigen von Schulaufgaben oder Schreiben von Briefen.

## Verpflegung
Die Verpflegung von Strafgefangenen war in der Monarchie genau geregelt. Pro Gefangener und Tag gab es
- 80 Gramm Eiweiß
- 36 Gramm (meist pflanzliches) Fett und
- 360 Gramm Kohlenhydrate.

Da die Arbeiten in der Weiberstrafanstalt als nicht anstrengend bezeichnet wurden und meist im Sitzen verrichtet werden konnten, war dieser Verpflegungsschlüssel, der sich auf Julius Uffelmann beruft, laut Gefängnisleitung ausreichend.

## Hygiene
Das Zusammenleben vieler Menschen auf engem Raum machte ein verstärktes Bemühen um Hygiene durch die Ordensfrauen als Verantwortliche notwendig.
- Die Räume waren mit Kalk geweißelt, dieser Anstrich wurde jährlich erneuert.
- Mindestens alle 14 Tage wurden die Fußböden gereinigt.
- In jedem Raum gab es einen Spucknapf mit einer desinfizierenden Flüssigkeit.
- Die Bettwäsche wurde alle 14 Tage, die Leibwäsche wöchentlich gewechselt.
- Jeder Sträfling war verpflichtet, sich morgens und nötigenfalls auch tagsüber Gesicht und Hände zu waschen.
- Ein Arzt besuchte täglich die Strafanstalt.
- Einmal im Monat wurden Bäder verabreicht und zwar abwechselnd Vollbäder und Fußbäder.

Nach modernen Maßstäben waren die Hygienemaßnahmen fragwürdig. Im Jahr 1859 kam es zu einer Flecktyphusepidemie, der 20 Frauen zum Opfer fielen und 1866 kamen durch die Cholera 16 Personen ums Leben. Zwischen 1853 und 1902 verstarben in der Weiberstrafanstalt Wiener Neudorf von 6.726 weiblichen Sträflingen 846. Die häufigste Todesursache war die Lungentuberkulose.
Aber auch Stefan Großmann bekrittelte 1905 in seinem Buch „Österreichische Strafanstalten“ verwundert den Reinlichkeitsbegriff der österreichischen Behörden und der die Frauenstrafanstalt leitenden Klosterschwestern. Zu den weiteren Kritikpunkten von ihm gehörte der Umstand, dass selbst Besucher mit amtlicher Besuchserlaubnis sich nur eine Stunde lang im Gefängnis aufhalten durften. Nur alle vier bis sechs Wochen war es erlaubt, je einen Brief zu empfangen beziehungsweise abzusenden, aber dies nur mit unbedenklichem Inhalt. (Den Zwänglingen stand dieses Recht übrigens nicht zu.)
Dass in der Gefängniskirche der Altarraum mit der Kanzel und die Messbesucher mittels eines massiven Gitters voneinander getrennt waren, fand er genauso wenig zufriedenstellend wie den Umstand, dass die Arrestantinnen während der Arbeit mit Beten, dem Singen heiliger Lieder oder dem Vorlesen aus heiligen Büchern berieselt wurden, um sie von den bösen Dingen abzulenken.